# Heinrich Gärtner (Sänger)
Heinrich Gärtner (4. Oktober 1860 in Ingelheim am Rhein – 22. Juli 1929 in Düsseldorf) war ein deutscher Theaterschauspieler, Opernsänger (Bass) und Theaterregisseur.

## Leben
Gärtner besuchte die Königlich Bayerische Musikschule in München, wo er von Heinrich Richter für die Bühnenlaufbahn ausgebildet wurde. Es folgten Engagements in Halle, am Berliner Viktoriatheater, in Sigmaringen, am Hoftheater Meiningen und am Hoftheater Coburg (1882). Hierauf wirkte er von 1884 bis 1892 in Kassel, dann zwei Jahre an der Hofbühne in Hannover und trat 1894 in den Verband des Landestheaters in Prag. 
Gärtner hatte sich in seinen bisherigen Engagements vorzugsweise im Schauspiel (Heldenväter) bewährt und erwies als „Odoardo Galotti“, „Stauffacher“, „Paul Werner“, „Buttler“, „Hagen“, „Talbot“, „Verina“ etc. seine künstlerischen Fähigkeiten, bis Angelo Neumann ihn veranlasste, seine schon früher erprobte Stimme weiter ausbilden zu lassen und sich gänzlich der Oper zuzuwenden. Mit großem Erfolg befolgte Gärtner diesen Rat und erzielte vor dem streng urteilenden Prager Publikum als Opernsänger starke Wirkung ohne dem Schauspiel noch gänzlich zu entsagen, bis er 1902 einen Ruf an das Dresdener Hoftheater erhielt. Er gastierte daselbst, fand einstimmige Anerkennung und wurde sofort an diese Hofbühne verpflichtet, die an Gärtner einen vortrefflichen seriösen Bass gewann. „König Heinrich“, „Landgraf“, „Sarastro“, „Hagen“, „Daland“, „Kardinal“, „Pogner“ etc. zählten zu seinen vortrefflichsten Darbietungen.
Von 1903 bis 1913 wirkte er am Opernhaus in Düsseldorf als Schauspieler, ab 1908 auch als Regisseur. Später war er auch in Duisburg tätig.